# Friedrich Eduard Keffel
Friedrich Eduard Keffel (* 17. Februar 1814 in Braunschweig; † 27. Januar 1898 in Los Angeles, Kalifornien) war ein deutscher Kaufmann und Unternehmer. Er gründete eine der ältesten mechanischen Baumwollwebereien Sachsens und die älteste im Vogtland.

## Leben
Keffel wurde als Sohn eines Kunstgärtners in Braunschweig geboren. Nach dem Schulbesuch absolvierte er eine kaufmännische Lehre. Nachdem er die Tochter von Louis Hetzer aus Auerbach im Vogtland geheiratet hatte, gründete er im Haus seines Schwiegervaters am Neumarkt in Auerbach die Firma Eduard Keffel mit einer Garnhandlung. Sein Geschäft wurde beim Auerbacher Stadtbrand 1857 ruiniert und von ihm wiederaufgebaut.
1856 beteiligte er sich an der Einrichtung eines Waisenhauses in Auerbach und war Mitbegründer der dortigen Rettungsgesellschaft für verwaiste Kinder.
1854 erwarb er das stillgelegte Hammerwerk Tannenbergsthal, auf dessen Grundstück er eine mechanische Baumwollweberei errichtete, die 1855 ihren Betrieb aufnahm. Zunächst blickte die Bevölkerung argwöhnisch und mit Misstrauen auf das neue Unternehmen. Ingenieure und Techniker der Firma stellten mehrere Webereimaschinen aus England mit hohen Kosten auf, die größtenteils von Webern aus Augsburg bedient wurden.
Erst allmählich konnten auch einheimische Arbeitskräfte herangezogen und angelernt werden. Zusätzliche Schwierigkeiten bestanden darin, dass damals die Frachtgüter nur bis Reichenbach per Eisenbahn befördert werden konnten und ein Brand die angegliederte Ledertuchfabrik zerstörte, der durch explosibles Material entstanden war.
Am 17. Juli 1868 besuchte König Johann von Sachsen die Firma, um sich über das industrielle Unternehmen zu informieren, das in seinem Königreich Sachsen lag. Ab 1872 führte Keffels Sohn Julius Keffel die Firma weiter, der zunächst 80 Personen dort beschäftigte.
1876 erfolgte die langersehnte Anbindung an die neue Eisenbahnlinie Chemnitz-Aue-Adorf. Im gleichen Jahr wurde Keffel ehrenamtlicher Gemeindevorsteher in Tannenbergsthal.
1885 wanderte er mit seiner zweiten Frau und drei Kindern nach Los Angeles aus. Sein Grab befindet sich auf dem Evergreen Cemetery in Los Angeles.